# Pizzoc
Il Pizzoc è un monte delle Prealpi Trevigiane. Raggiunge i 1.565 m d'altitudine, rappresentando uno dei punti più elevati del comune di Fregona e della provincia di Treviso, a cui appartiene.
Sulla sommità del Monte Pizzoc (da pits- ‘punta’, ‘cima’ (REW 6545), con il suffisso -occo, avente funzione sostanzialmente diminutiva e la cui origine sembra essere prelatina (cfr. ROHLFS; HUBSCHMID), nel significato presumibilmente di ‘piccola punta’; cfr. inoltre dial. carnico pizóc ‘cima aguzza’; in carta a. 1348, P i ç o c u m; in doc. a. 1748, P i z o c o; a. 1795, P i z z o c c o (cfr. Pier Franco Uliana, I nomi di luogo di Fregona, Dario De Bastiani, Vittorio V.to 2019)) si trova l'attuale Piazza della Pace, adibita a belvedere. Qui, a partire dal 1962, nel periodo della Guerra Fredda, venne costruita una base militare di controllo radar in collegamento con la base di lancio ubicata in Pian del Cansiglio. Chiusa operativamente nel luglio 1977, venne definitivamente abbandonata il 21 Agosto 1979.

## Descrizione
È un ottimo punto panoramico da cui osservare i Monti dell'Alpago, le Dolomiti  Venete, i Laghi di Revine, i laghi della Val Lapisina (lago di Negrisiola, lago del Restello, lago Morto, lago di Santa Croce) e la dorsale del Col Visentin-Monte Cesen. Nelle giornate limpide la vista spazia dal Golfo di Trieste ai Colli Euganei passando per la Laguna di Venezia.
È una sommità comoda da raggiungere anche in automobile. Per chi viene da Vittorio Veneto risalendo la Statale 422, circa 500 mt dopo la località "La Crosetta" si dirama una strada sulla sinistra che porta a pochi metri dalla cima, in prossimità del Rifugio Città di Vittorio Veneto. La sommità si caratterizza dalla presenza di pascoli e alcune casère ed è servita da una bella rete di mulattiere e sentieri che raggiungono la Piana del Cansiglio attraverso pendii dolci e un incantevole bosco di faggi. Sul versante opposto, la sua cima brulla si tuffa a strapiombo verso la Marca Trevigiana.
Un interessante itinerario escursionistico, ricco di storia legata alla resistenza partigiana in Cansiglio, è Il sentiero del Tenente Berry che parte dalla località di Cadolten e attraversa i vecchi pascoli abbandonati di Casere delle Mandre. Altri sentieri escursionistici per raggiungere la vetta partono sia da Vittorio Veneto che da Fregona. Da Vittorio Veneto il sentiero parte dal colle di Sant'Augusta, seguendo poi la cresta e collegandosi al sentiero Madonna dell'Agnelezza. Da Fregona (partendo dalla briglia di Sonego) parte invece il sentiero denominato "Direttissima", che porta esattamente di fronte al rifugio Città di Vittorio Veneto in un'ora circa. 

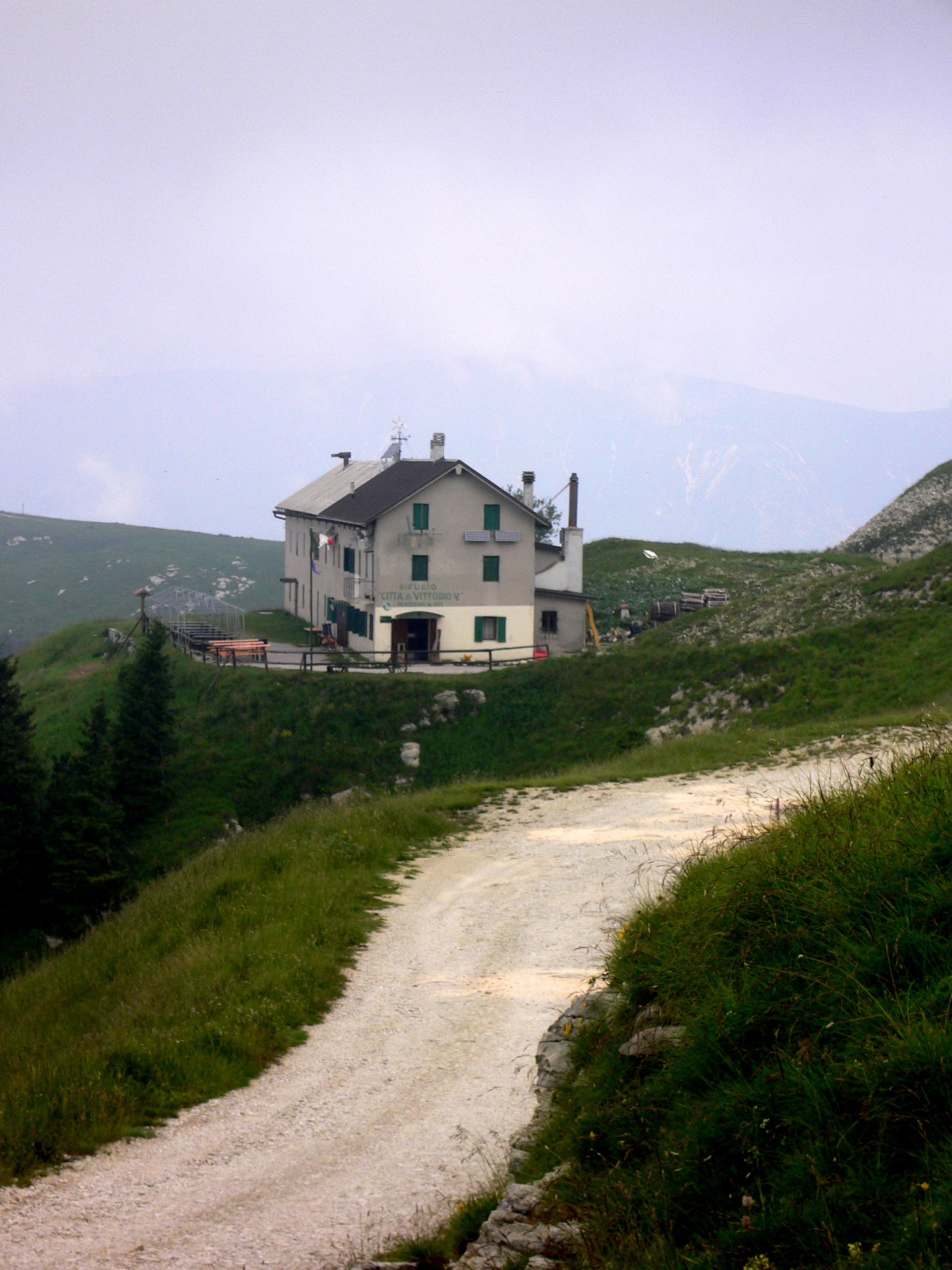
Il rifugio Città di Vittorio Veneto.